# Claude-Oliver Rudolph

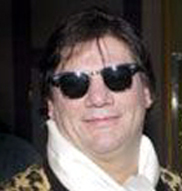
Claude-Oliver Rudolph

Claude Oliver Rudolph född  30 november 1956 i Frankfurt am Main Tyskland, tysk skådespelare, manusförfattare och regissör.

## Filmografi (urval)
- 1999 – Världen räcker inte till
- 1981 – Operation Leo
- 1981 – Ubåten